# Кайзерштуль (гори)

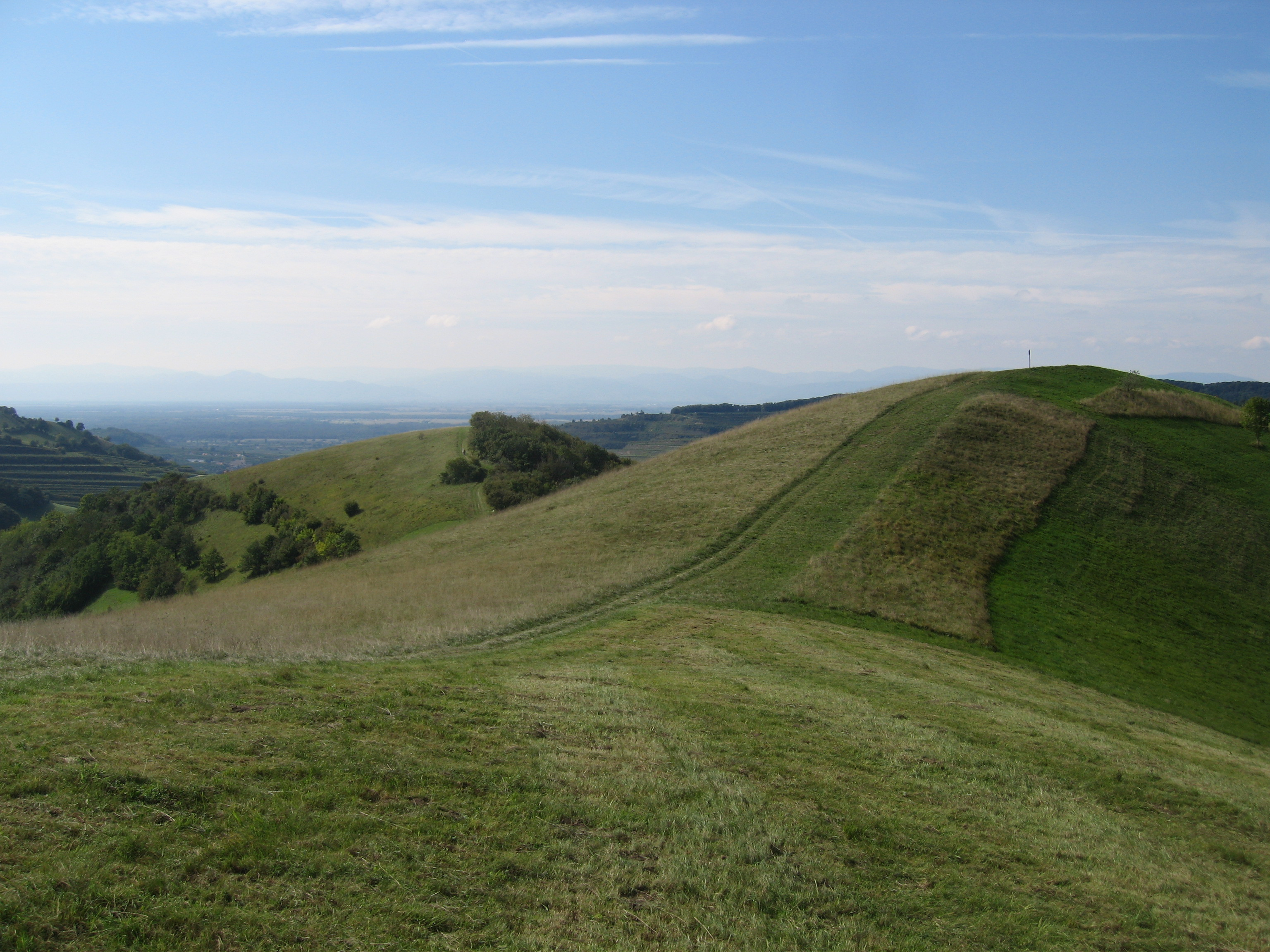
Природний заповідник Бадберг, Кайзерштуль наприкінці літа

Кайзерштуль (нім. Kaiserstuhl — «Імператорське крісло») — низка пагорбів у землі Баден-Вюртемберг на південному заході Німеччини з максимальною висотою 556,6 м. 
Має вулканічне походження і розташовані на південному заході землі в районах Еммендінген і Брайсгау-Гохшварцвальд. 
За природними розмежуванням є частиною Верхньорейнської рівнини.

## Назва
Вважається, що назва «Кайзерштуль» відноситься до короля Оттона III, який 22 грудня 994 року мав суд біля Засбаха. 
Відтоді весь пагорб називався Кенігштуль — королівське крісло. 
У травні 996 року Оттон III був коронований імператором, і королівське крісло згодом стало кріслом імператора – «Кайзерштуль». 
Достовірні джерела згадують назву Кайзерштуль лише в 1304 році, тому історики припускають, що термін Кайзерштуль з'явився лише в ХІІІ столітті.

## Географія

### Розташування
Кайзерштуль розташований у Південному Бадені, головним чином в районі Брайсгау-Гохшварцвальд. 
Однак менша північна частина належить до Еммендінгена. 
У межах Верхньорейнської рівнини розташовані приблизно за 16 км на північний захід від міста Фрайбург, безпосередньо біля східного берега Рейну та на невеликій відстані на захід від Драйзаму. 
У своїй найбільшій протяжності, від Міхаельсбергу біля Рігеля на північному сході до Форенберга біля Ірінгену на південному заході, Кайзерштуль має довжину близько 15 км. Його максимальна ширина становить близько 12,5 км.

### Пагорби
Пагорби Кайзерштуля (відсортовано за висотою в метрах над рівнем моря):
- Тотенкопф (556,6 м), 1,9 км на схід від Бікензоля; з телекомунікаційною вежею Фогтсбург 1 і оглядовою вежею Нойнлінден
- Айхельшпітце (521,3 м), 2,8 км на північний захід від Бецінгена
- Катаріненберг (492,4 м), 1,3 км на південний схід від Амольтерна
- Бісамберг (469,0 м), 1,2 км на південь від Амольтерна
- Штаффельберг (446,0 м), 1,5 км на північний захід від Шелінгена
- Бадберг (432,7 м) (заповідна зона), 1,5 км на схід від Обербергена
- Гольцек (431,9 м), 1,7 км на північний схід від Ірінгена; з вежею
- Гохбук (374,8 м), 900 м на південь від Ачкарена
- Шлосберг (352,1 м), 500 м на північний захід від Ачкарена; з руїнами замку Гохінген
- Безельсберг (340,1 м), 500 м на північний захід від Вазенвайлер
- Бюхсенберг (283,7 м), 1,3 км на захід від Ачкарену

### Міста і села
Міста та села в Кайзерштулі та навколо нього:
- Балінген
- Бетцинген
- Брайзах
- Айхштеттен
- Ендінген-ам-Кайзерштуль
- Ірінген
- Рігель-ам-Кайзерштуль
- Засбах
- Фогтсбург
- Віль (Кайзерштуль)

## Геологія
Утворення вулкана Кайзерштуль під час третинного періоду стало кульмінацією і водночас кінцем вулканічної активності у рифті долини Верхнього Рейну. 
Вулканізм почався ще в крейдяний період. 
Вулканічні форми рельєфу містять сильно еродовані жерла вулканів. 
Кайзерштуль — єдиний великий вулкан цього періоду в рифтовій долині. 
Геологічно Кайзерштуль можна розділити на дві частини: осадову та вулканічну. 
Через ці особливості Кайзерштуль був названий одним із найважливіших національних геотопів .

### Осадова основа
Горизонтальні осадові шари, що утворюють східну третину Кайзерштуля, відносяться до юрського та третинного періодів задовго до вулканічної активності. 
Важливі стратиграфічні відслонення — Гауптрогенштайн (місцевий ооліт), який знайдений переважно біля села Рігель, і Пехельброннер-Шихтен (місцеві третинні шари в Південнонімецьких Скарпландах) поблизу Бецінгену. 
Під час формування Верхньорейнської рівнини ця частина Кайзерштуля мала менший ухил відносно навколишньої території – і тому виглядає як горст. За своєю геологічною структурою та послідовністю уступів Кайзерштуль можна порівняти з сусідніми Тунібергом, Німбергом, а також Шенбергом, який розташований на південь від міста Фрайбург.

### Вулканічна діяльність

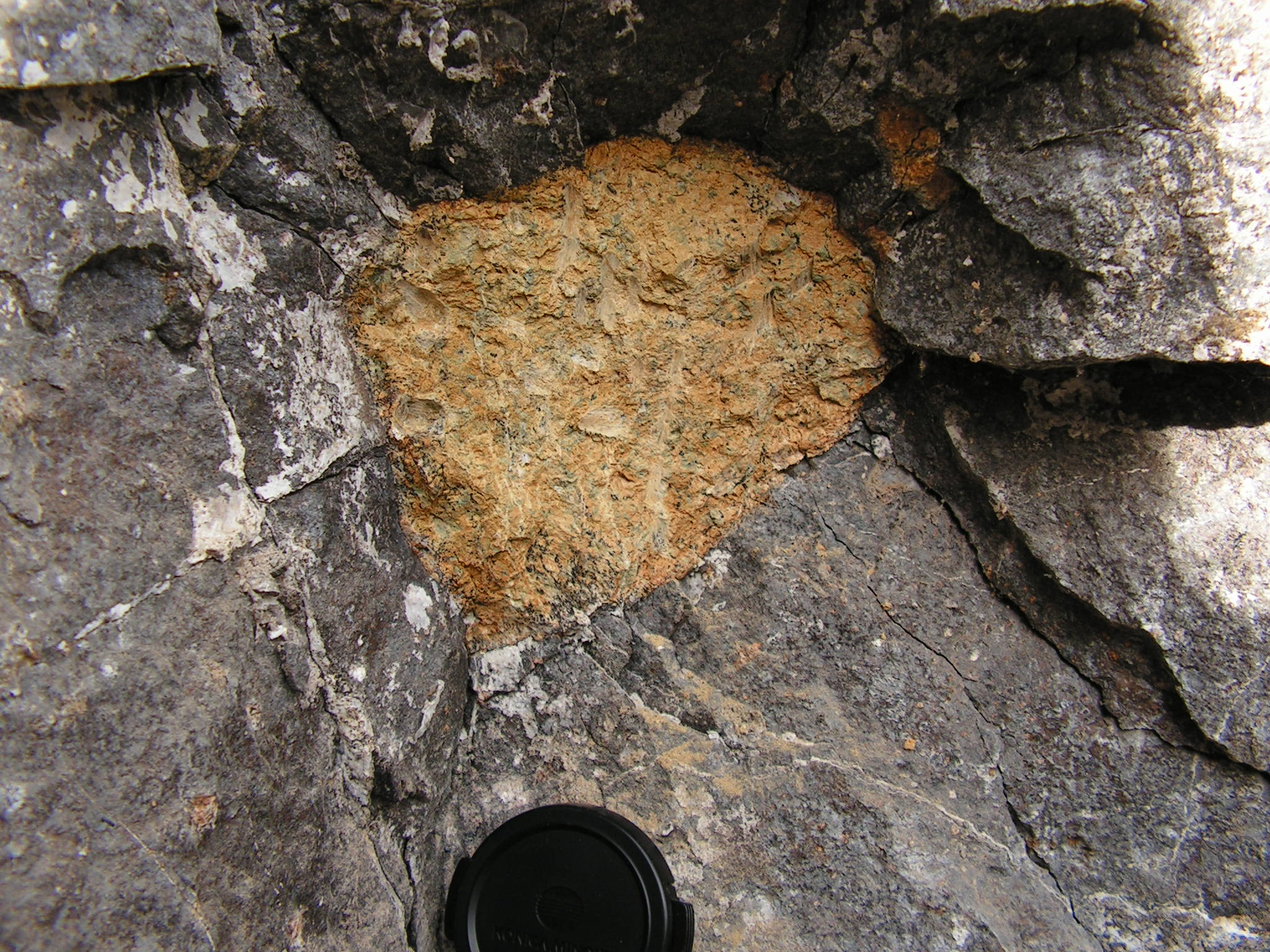
Перидотитовий ксеноліт у нефелінітовому лавовому потоці, Кайзерштуль

Петрологічно вулканічний Кайзерштуль є лужно-карбонатним гірським утворенням. 
Вулканічні породи, що складають значну частину центрального та західного Кайзерштуля, є результатом численних вивержень вулканів під час міоцену, приблизно 19-16 мільйонів років тому. 
Вони охоплюють частини осадової основи східного Кайзерштуля, через що місцями відбулися зміни мінералогічного складу основи. 
Рушійною силою цього процесу контактного метаморфізму було підвищення температури. 
Через почергове виверження потоків тефри та лави з кількох жерл виник складний стратовулкан. 
Частина висхідної магми затверділа у вигляді вулканічних інтрузій під поверхню – і сьогодні утворює центральну частину Кайзерштуля. Фонолітова магма, що піднімається вбік, також має інтрузії в осадову основу Східного Кайзерштуля. 
Кілька сотень метрів початкового вулкана розмиті.

### Вулканічні породи

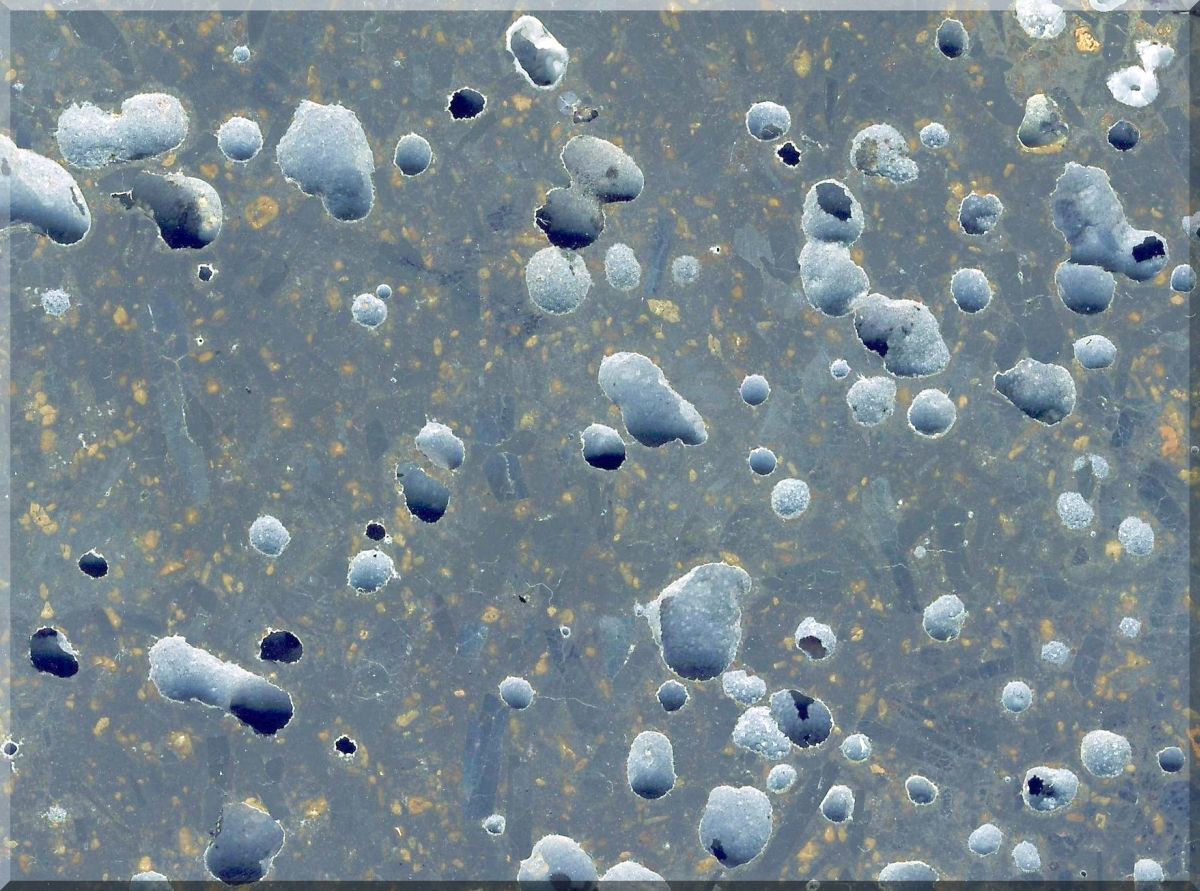
Полірований лімбургіт, Кайзерштульl

Весь вулканічний Кайзерштуль складається з типів порід, які містять фельдшпатоїдні мінерали та олівін і недонасичені SiO2. 
Більшість магматичних порід на поверхні — лейцит — тефрити з підлеглими фонолітами, лімбургітами та олівін-нефелінітами (на горі Лімберг біля Засбаху), останні з яких багаті ксенолітами з мантії Землі. 
Карбонатитовий ігнімбрит і лапілі — місцеві особливості; їх можна зустріти місцями в західній частині Кайзерштуля (Генкенберг біля Буркхайма, Кірхберг біля Оберротвайля).
Субвулканічні та інтрузивні породи центрального Кайзерштуля є плутонічним еквівалентом виверженого матеріалу (ессексит, карбонатит і грубозернистий фоноліт). 
Кілька місцевих термінів, які не мають офіційного статусу Міжнародного союзу геологічних наук, використовувалися для різних різновидів інтрузивних порід. 
Великий науковий інтерес представляють консолідовані карбонатити поблизу Альтвогтсбурга і Шелінгена. 
Це досить рідкісна вулканічна порода, яка кристалізувалась з карбонатного магматичного розплаву, а не з силікатного. 
Враховуючи його незвичайний склад для магматичної породи, магматична природа карбонатиту не була запропонована протягом тривалого часу і згодом залишалася сумнівною. 
Альтернативна інтерпретація полягала в тому, що це була метаморфічно змінена осадова порода, приклади якої можна знайти поблизу. 
Лише в 1950-1960-х роках дослідження довели, що це був карбонатит; однією з підказок була ідентифікація вивержених карбонатитів, знайдених у західній частині Кайзерштуля. 
Карбонатит містить багатий ніобієм пірохлор; спроби видобути ніобій з карбонатитової породи проводилися в середині ХХ століття, але кількість виявилася занадто малою, щоб бути економічнодоцільною.

### Корисні копалини
Здавна Кайзерштуль був відомий рідкісними мінералами. 
Видобуток здійснювали: кар'єри в Лімберзі (цеоліти), Бадбергу (карбонатити), Орбергу і Фобергу. 
Добре кристалізовані мінерали можна знайти переважно в ущелинах або порожнинах у вулканічній породі.

### Лес

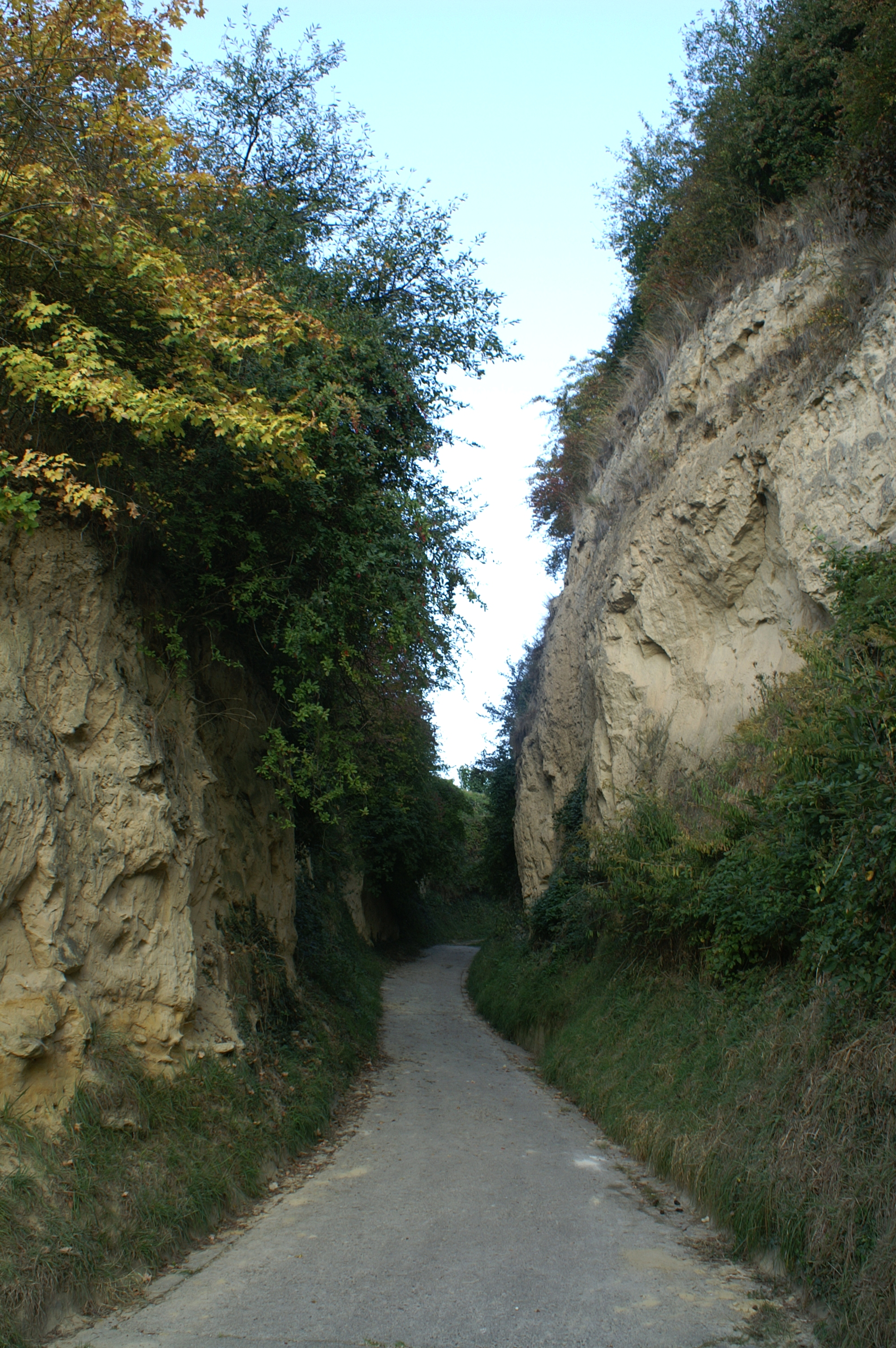
Лесова алея біля Фогтсбург-Бікензоля, Кайзерштуль

Сьогодні Кайзерштуль в основному вкритий четвертинним лесовим шаром, нещільно зцементованим осадом. 
Він утворюється з інших порід шляхом ерозії , а потім переноситься вітром. 
Лес у Кайзерштулі, як і в усіх периферійних районах долини Верхнього Рейну, утворився під час останнього льодовикового періоду. 
Значні частини були оголені від рослинності, тому лес був відвіяний з відкладень Рейну. 
Потім відкладений у перигляціальній зоні (тобто вільній від льоду, але оточеній льодовиками) у Кайзерштуль. 
Основним процесом, що тут діяв, було морозне вивітрювання, що призвело до подрібнення гірських порід. 
Дув сильний вітер, оскільки не було рослинності, яка могла б пом’якшити його – захоплюючи найлегший матеріал і відкладаючи його на перешкоди, такі як Кайзерштуль. 
Відкладення відбувалося на північний схід від Кайзерштуля, оскільки вітри дули з південного заходу.
Чим вище місце осадження, тим тонший шар матеріалу, що осідає. 
На Кайзерштулі товщина лесового шару коливається від 10 до 40 метрів. 
Однак на південному заході також є ділянки, де не відкладено лес. 
Північні Вапнякові Альпи вважаються основним джерелом Кайзерштульського лесу. 
Через нерівні проміжки часу з’являється смуга кольору іржі. 
Він розвивався як новий матеріал і надходив не регулярно, а фазами різної інтенсивності. 
У фазі слабкої седиментації матеріал на вершині вивітрювався – і карбонат кальцію вимивався. 
Потім він осідав далі і утворював особливий тип ґрунтового горизонту, який містить конкреції карбонату кальцію.
Лесові ґрунти Кайзерштуля використовуються для інтенсивного землеробства, оскільки вони забезпечують хорошу аерацію, високу здатність накопичувати воду та хороші механічні властивості. 
Крім того, внаслідок землеробства утворилися глибокі вузькі яроподібні стежки.
Оскільки лес розвивався з часом, він, крім того, важливий для контролю повеней. 
Подібно губці, він вбирає, а потім м’яко випускає воду. 
Однак ця якість втрачається, коли бульдозери, задіяні для будівництва великих терас для виноградарства , стискають лес.

## Клімат
Кайзерштуль — один із найтепліших регіонів Німеччини. 
Його розташування в південно-західній частині Німеччини та захищеність гір забезпечують йому теплий мікроклімат, на який переважно впливає повітря із західної частини Середземного моря, що дме через Бургундську браму. 
Атлантичні повітряні маси також можуть підвищувати температуру, особливо взимку, тоді як навколишні гори здатні утримувати більшу частину опадів від Кайзерштуля. 
Ось чому регіон має майже 2100 сонячних годин і лише близько 500 мм опадів на рік, тоді як у сусідньому Шварцвальді рівень опадів досягає 2000 мм на рік.
Зима коротка і м'яка, хоча вночі можуть спостерігатися легкі заморозки, особливо в січні. 
Дні переважно прохолодні до помірних з мінливою погодою та, в останні роки, з тенденцією до більшої кількості опадів у цей період. 
Сніг дуже рідкісний і зосереджується переважно на високих регіонах, якщо він трапляється.
Весна зазвичай починається в лютому і характеризується типовим для регіону цвітінням мигдалю. 
Час між лютим і травнем нараховує багато днів, коли температура перевищує 20 °C, і тому вважається одним із найтепліших і сонячних весняних кліматів у країні.
Літо (з червня по вересень) може бути дуже спекотним, а температура в середині літа часто перевищує 35 °C. 
Завдяки вкритим лесом вулканічним ґрунтам і кліматичній ситуації це всесвітньо відомий виноробний регіон. 
З останніх десятиліть спостерігається тенденція до дуже малої кількості опадів влітку.
Осінь у вересні починається з високих температур, а до листопада в середньому охолоджується приблизно до 10–12 °C. 
Як і в інший час року, південне розташування та прямий середземноморський вплив можуть зробити осінь теплою та приємною з температурою до 30 °C навіть у другій половині жовтня, що дуже рідко трапляється в інших частинах Німеччини.
Окрім вина, м’який клімат дозволяє вирощувати простонеба інші чутливі фрукти та овочі, такі як хурма східна, оливкові дерева, фігові дерева та банани. 
Регіон також відомий дикорослими кактусами на старих лавових скелях на схилах Кайзерштуль.
| Клімат Ірінген(2010-2020)                  | Клімат Ірінген(2010-2020) | Клімат Ірінген(2010-2020) | Клімат Ірінген(2010-2020) | Клімат Ірінген(2010-2020) | Клімат Ірінген(2010-2020) | Клімат Ірінген(2010-2020) | Клімат Ірінген(2010-2020) | Клімат Ірінген(2010-2020) | Клімат Ірінген(2010-2020) | Клімат Ірінген(2010-2020) | Клімат Ірінген(2010-2020) | Клімат Ірінген(2010-2020) | Клімат Ірінген(2010-2020) |
| Показник                                   | Січ.                      | Лют.                      | Бер.                      | Квіт.                     | Трав.                     | Черв.                     | Лип.                      | Серп.                     | Вер.                      | Жовт.                     | Лист.                     | Груд.                     | Рік                       |
| Середній максимум, °C                      | 7,5                       | 10,5                      | 14,3                      | 19,4                      | 22,7                      | 26,0                      | 29,4                      | 28,6                      | 23,2                      | 18,5                      | 12,3                      | 8,9                       | 18,4                      |
| Середній мінімум, °C                       | 1,7                       | 2,5                       | 6,0                       | 9,1                       | 13,4                      | 16,4                      | 18,2                      | 18,0                      | 13,1                      | 10,2                      | 5,1                       | 2,9                       | 9,7                       |
| Середня кількість сонячних годин на місяць | 57,3                      | 116,2                     | 164,0                     | 251,2                     | 247,9                     | 268,1                     | 286,1                     | 248,9                     | 199,1                     | 115,0                     | 59,0                      | 53,4                      | 2066,2                    |
| ------------------------------------------ | ------------------------- | ------------------------- | ------------------------- | ------------------------- | ------------------------- | ------------------------- | ------------------------- | ------------------------- | ------------------------- | ------------------------- | ------------------------- | ------------------------- | ------------------------- |

## Флора і фауна

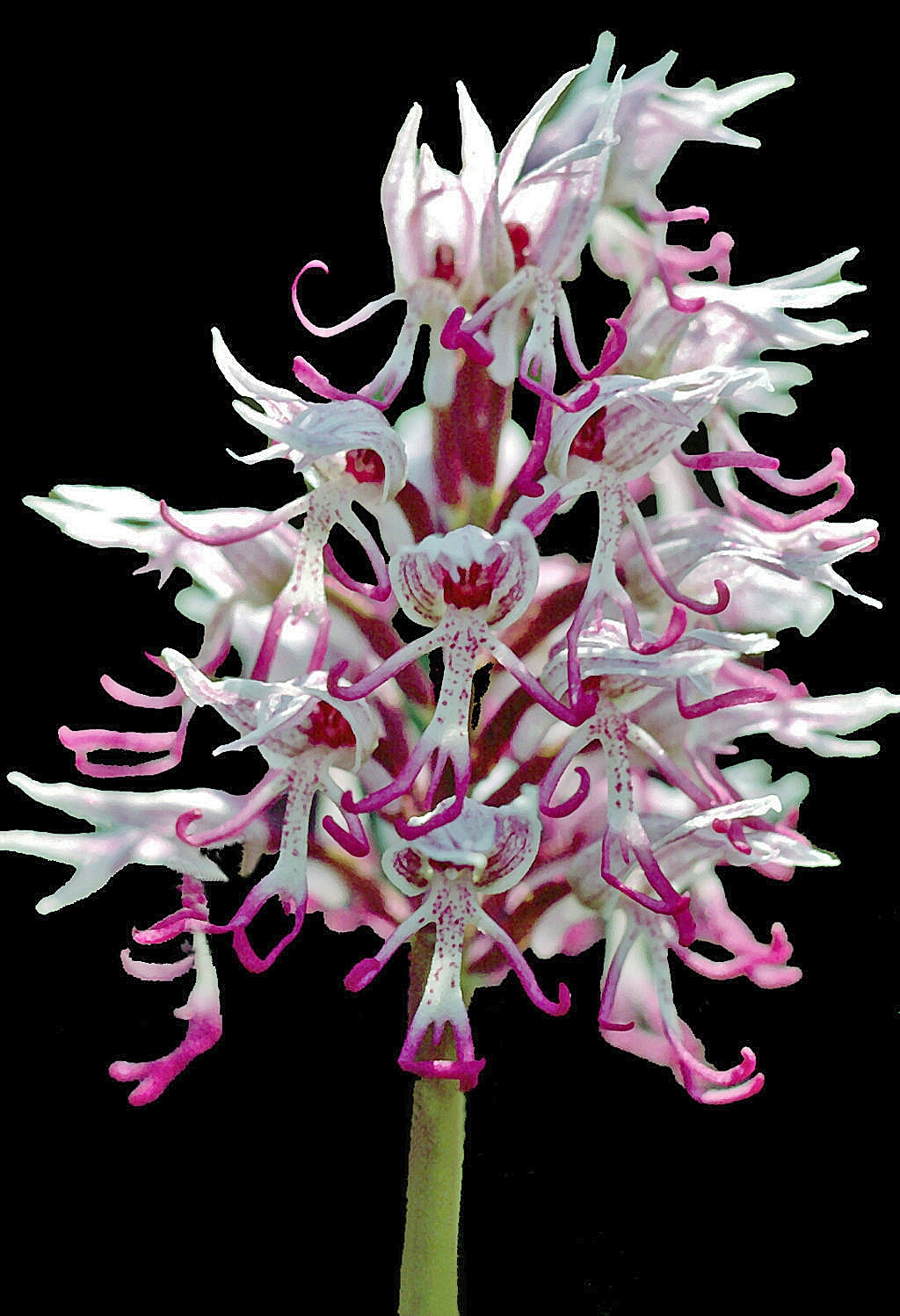
Orchis simia

Через клімат Кайзерштуля існує величезне різномаїття теплолюбної флори і фауни. 
Наприклад, Кайзерштуль є одним із місць з найбільшою різноманітністю орхідей у Європі — зареєстровано понад 30 видів. 
Серед виноградних лоз зустрічається гадюча цибулька, а вздовж схилів цвітуть іриси. 
Крім того, тут живуть піщані ящірки (Lacerta bilineata) і богомол (Mantis religiosa) — види, які в основному зустрічаються в середземноморській зоні. 
(Однак за результатами останніх досліджень піщана ящірка імовірно належить до алохтонного виду ящірки європейської зеленої (Lacerta viridis)). 
Дуб пухнастий є ксерофітом і зазвичай зустрічається лише в Південній Європі, але також може вижити в Кайзерштулі. 
Цей вид має диз’юнктне поширення, тобто далеко від свого звичайного середовища існування. 
Це релікт післяльодовикового теплого періоду, коли навколо Кайзерштуля був набагато тепліший клімат. 
Після закінчення теплого періоду змогли вижити лише названі види.